# انگ اجتماعی چاقی

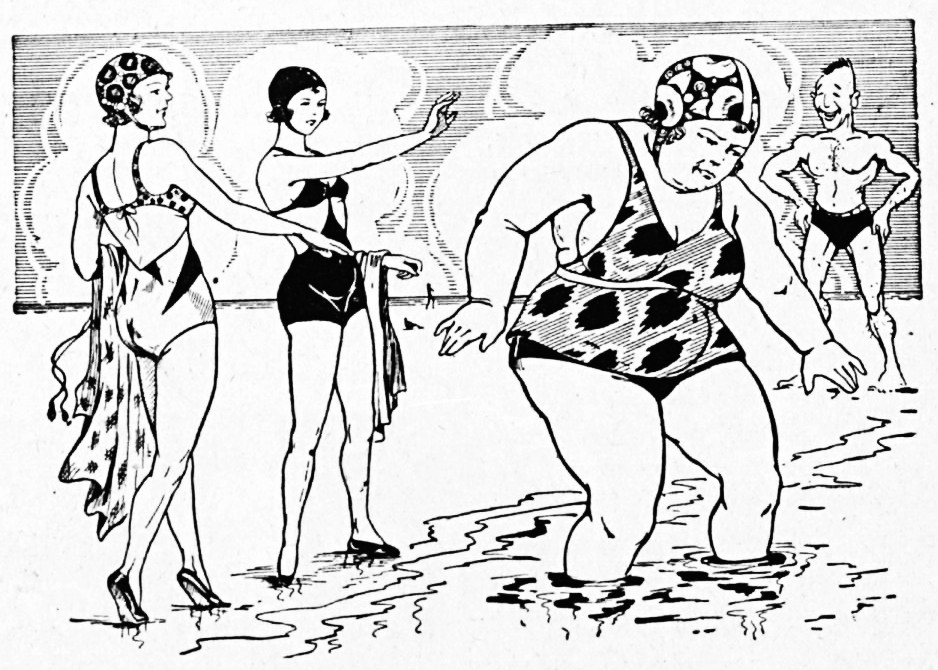
تمسخر فردی چاق توسط مردم

انگ اجتماعی چاقی یا چاقی-شرمی به گستردگی به عنوان سوگیری یا رفتارهای تبعیض‌آمیز برای افراد بیش‌وزن و چاق به دلیل وزن شان تعریف می‌شود. چنین انگ‌های اجتماعی می‌تواند کل زندگی فرد را تا زمانی که وزن اضافه وجود داشته باشد، از سن جوانی آغاز کرده و تا بزرگسالی ادامه دهد. چندین مطالعه از سراسر جهان (برای نمونه، ایالات متحده، دانشگاه ماربورگ، دانشگاه لایپزیگ) نشان می‌دهد که افراد بیش‌وزن و چاق سطوح بالاتری از انگ را نسبت به همتایان لاغرتر شان تجربه می‌کنند. افزون بر این، آن‌ها کمتر ازدواج می‌کنند، فرصت‌های تحصیلی و شغلی کمتری را تجربه می‌کنند و به طور میانگین درآمد کمتری نسبت به افراد با وزن نرمال دارند. اگرچه حمایت عمومی در مورد خدمات ناتوانی، حقوق شهروندی و قوانین ضد تبعیض محل کار برای افراد فربه در طول سال‌ها پشتیبانی شده است، ولی افراد دارای اضافه وزن و چاق هنوز تبعیض را تجربه می‌کنند، که ممکن است پیامدهای مضری در رابطه با هردوی سلامت جسمی (فیزیولوژیکی) و سلامت روانی (پسیکولوژیکی) داشته باشد. این مسائل با اثرهای فیزیولوژیک منفی قابل توجهی که قبلا با چاقی مرتبط است، ترکیب می‌شوند، که برخی پیشنهاد کرده‌اند که ممکن است ناشی از استرس ناشی از انگ اجتماعی چاقی باشد، نه از خود چاقی. 
سوگیری ضد-چاقی به فرض‌های پیش‌داوری گفته می‌شود که بر پایه ارزیابی یک شخص به عنوان بیش‌وزن یا چاق باشنده است. هرچند داشتن اضافه وزن و فربهی برای تندرستی زیان‌بار است، ولی افراد فربه باید به عنوان یک انسان از آرامش نسبی اجتماعی برخوردار باشند تا به فکر تندرستی خویش باشند. سوگیری ضد-چاقی را می‌توان در بسیاری از جنبه‌های جامعه یافت، و فعالان چاقی معمولا رسانه‌های مردمی را مقصر فراگیر شدن این پدیده می‌دانند.